# Der Container Exklusiv
Die Fernsehspielshow Der Container Exklusiv war ein deutsches Fernsehformat, dessen Konzept weitgehend dem der Fernsehshow Big Brother entsprach. Die Sendung wurde 2006 von Endemol im Auftrag von Premiere produziert.

## Konzept

### Entstehungshintergrund und Sendezeiten
Nachdem RTL II beschlossen hatte, die sechste deutsche Staffel von Big Brother am 26. Februar 2006 zu beenden, beschlossen Premiere und Endemol gemeinsam eine eigene Staffel des Formats unter anderem Namen zu vermarkten. Dabei wurde versucht, sich stark an den frühen Staffeln von Big Brother zu orientieren. Die Sendung begann nach dem Finale der sechsten deutschen Big-Brother-Staffel am 26. Februar und endete am 5. Juni 2006 vorzeitig (ursprünglich war das Ende erst für den 31. Juli geplant).

Genau wie die fünfte und sechste Staffel von Big Brother wurde auch Der Container Exklusiv 24 Stunden live auf einem eigenen, kostenpflichtigen Fernsehkanal ausgestrahlt. Ab dem 4. April 2006 wurde der Kanal in der sogenannten Happy Hour von 17:00–18:00 Uhr für alle Premierekunden freigeschaltet. Ferner gab es auf dem Fernsehkanal Premiere Start täglich um 20:00 Uhr die Tageshighlights aus dem Container und montags um 20:15 Uhr die Wochenhighlights (mit wöchentlicher Nominierung, bzw. einem Auszug) zu sehen. Die Shows wurden vom Ex-Big Brother-Teilnehmer Christian Möllmann moderiert.

### Räumlichkeiten
Veranstaltungsort von Der Container Exklusiv waren Räumlichkeiten des Big-Brother-Dorfes in Köln-Ossendorf. Dort wurde auch die sechste Staffel des deutschen Big Brothers produziert. Nach deren Ende strahlte Premiere zunächst Aufzeichnungen vom Casting für Der Container Exklusiv aus. Am 27. Februar 2006 ab 1:00 Uhr zogen dann die ersten sechs Bewohner in Haus Nummer 7 – dem ehemaligen Assistentenbereich – ein. In den darauffolgenden Wochen wurde die Bewohnerzahl auf zehn erhöht und am 10. März fand der Umzug in den eigentlichen „Container“ statt: Dieser erstreckte sich über Haus Nummer 9 – dem ehemaligen Chefbereich – inklusive des Gartens mit Swimmingpool, der ehemaligen Big Bar und dem Fitnessbereich. Die Big Bar wurde zum Schlafzimmer und das ehemalige Schlafzimmer der Big-Brother-Bewohner zum Esszimmer umgestaltet. Zur Finalsendung am 5. Juni wurde der Fitnessbereich als Studio verwendet.

### Überwachung der Bewohner
Wie vom Format Big Brother bekannt, wurden auch bei Der Container Exklusiv die Bewohner rund um die Uhr von Videokameras und Mikrofonen überwacht. In der kamerafreien Stunde von 7:00–8:00 Uhr wurden jedoch keine Bilder aus dem Schlafzimmer übertragen.

### Bewohnerzahl, Nominierungen, Gewinnsumme
Im Container lebten in der Regel zehn Bewohner zusammen. Nach einem Auszug, der freiwillig oder durch Rauswurf erfolgen konnte, rückte ein neuer Bewohner nach. Alle zwei Wochen nominierten die Bewohner zwei (bei Gleichstand eventuell mehr als zwei) Kandidaten für den Rauswurf. Seit der zweiten Nominierung hatten auch die Zuschauer hierbei eine Stimme per Televoting. In der auf die Nominierung folgenden Woche entschieden dann wiederum die Zuschauer per Telefon, wer von den Nominierten im Container bleiben soll. Der Kandidat mit den wenigsten Zuschauerstimmen wurde anschließend rausgeworfen. Gegen Ende der Staffel reduzierte sich die Bewohnerzahl allmählich, bis letztendlich ein Gewinner – der Kandidat Sergej – übrig blieb. Dieser erhielt eine Prämie von 100.000 Euro. Vor der Ankündigung eines verfrühten Endes der Staffel hatten Endemol und Premiere dem Gewinner eine Summe von 150.000 Euro versprochen. Gleichzeitig mit der Bekanntgabe eines vorzeitigen Endes der Sendung wurde ohne weitere Kommentare auch die Gewinnprämie um ein Drittel gekürzt.

### Budget und Wochenaufgaben
Das Budget, welches den Bewohnern zum Einkauf von Lebensmitteln und anderen Waren zur Verfügung stand, betrug sieben Euro je Bewohner und Tag. Einen Anteil von 20–50 % dieses Grundbudgets mussten sie als Einsatz für Wochenaufgaben setzen, in denen sie z. B. ihre Geschicklichkeit, sportliche Leistung oder Lernfähigkeit unter Beweis stellen mussten. Bei bestandener Wochenaufgabe wurde der Einsatz dem Grundbudget hinzuaddiert, bei nicht bestandener Wochenaufgabe davon abgezogen.

## Teilnehmer

### Bewohner
| Name                       | Einzug      | Auszug    | Bemerkung                      |
| -------------------------- | ----------- | --------- | ------------------------------ |
| Tanyol                     | 13. März    | 19. März  | Freiwilliger Auszug            |
| Aksana                     | 13. März    | 22. März  | Freiwilliger Auszug            |
| Mareen Drewes              | 26. Februar | 27. März  | Von den Zuschauern rausgewählt |
| Jasmin „Jazmin“ Jenewein   | 6. März     | 1. April  | Freiwilliger Auszug            |
| Iris „Crazy“ Lauermann     | 26. Februar | 10. April | Von den Zuschauern rausgewählt |
| Maik                       | 26. Februar | 14. April | Von den Zuschauern rausgewählt |
| Sela                       | 3. April    | 24. April | Von den Zuschauern rausgewählt |
| Andreas                    | 20. März    | 8. Mai    | Von den Zuschauern rausgewählt |
| Davorka Tovilo             | 7. April    | 10. Mai   | Freiwilliger Auszug            |
| Jasmin Holzmann            | 17. April   | 13. Mai   | Freiwilliger Auszug            |
| Ertu Kile                  | 26. Februar | 22. Mai   | Von den Zuschauern rausgewählt |
| Sandra Wesolek             | 26. Februar | 29. Mai   | Von den Zuschauern rausgewählt |
| Peter                      | 13. März    | 2. Juni   | Sechster                       |
| Anja Kociemba              | 8. Mai      | 5. Juni   | Fünfte                         |
| Thorsten Hoffeld           | 24. April   | 5. Juni   | Vierter                        |
| Hakan Kaveller             | 27. März    | 5. Juni   | Dritter                        |
| Vesselina „Vessy“ Angelova | 22. März    | 5. Juni   | Zweite                         |
| Sergej Janssen             | 26. Februar | 5. Juni   | Gewinner                       |

### WM-Gäste
| Einzug | Land       | Gäste        | Dauer         | Event                                                                                |
| ------ | ---------- | ------------ | ------------- | ------------------------------------------------------------------------------------ |
| 1. Mai | Australien | Colin & Tony | zwei Stunden  | Grillen (Emu & Känguru), Didgeridoo, Bumerang, Peitsche & traditionelle „Werkzeuge“  |
| 3. Mai | USA        | Fabian Doles | sechs Stunden | Tex-Mex-Küche, Wasserpistolen-Krieg, Wet-T-Shirt-Contest, Livemusik: bluesunband.com |
| 4. Mai | Schweden   | Ola          | zwei Stunden  | Landesspeisen, Spielen                                                               |
| 5. Mai | Ecuador    | Patrick      | zwei Stunden  | Kochen, Tanzen                                                                       |
| 6. Mai | Brasilien  | Paolo        | zwei Stunden  | Samba-Unterricht                                                                     |
| 7. Mai | Costa Rica | Catalina     | zwei Stunden  | –                                                                                    |
| 9. Mai | Italien    | Alessandro   | 5 Stunden     | –                                                                                    |